# Jane's Addiction (álbum)
Jane's Addiction es el primer álbum de la banda homónima Jane's Addiction, grabado en directo el 26 de enero de 1987 en la sala The Roxy de Los Ángeles. Las canciones «Jane Says» y «Pigs in Zen» fueron relanzadas posteriormente en el primer álbum de estudio de la banda, Nothing's Shocking.
El álbum incluye dos versiones: «Rock & Roll» de The Velvet Underground y «Sympathy for the Devil» de The Rolling Stones, aunque fue renombrada como «Sympathy» en el álbum.

## Producción
Las pistas básicas se grabaron en vivo durante una sola noche en la sala The Roxy en Los Ángeles. Posteriormente se añadieron grabaciones adicionales y sobregrabaciones en estudio. Varias canciones serían regrabadas para otros lanzamientos, tan solo los temas "Trip Away", "1%", "I Would For You" y "My Time" no se han regrabado y vuelto a publicar. 
"Jane Says" y "Pigs in Zen" fueron regrabados para Nothing's Shocking, el debut de la banda en estudio con el sello discográfico Warner Bros. Records. "Whores" y "Chip Away" fueron regrabados en 2009 por Jane's Addiction en colaboración con Nine Inch Nails para promocionar una gira conjunta.
El álbum incluyó dos versiones: "Rock & Roll" de The Velvet Underground, y "Sympathy for the Devil" de The Rolling Stones, este último retitulado "Sympathy".
Al menos otra canción, "Slow Divers", se grabó para el álbum pero se dejó por razones desconocidas. "Slow Divers" eventualmente se lanzaría diez años más tarde en el álbum recopilatorio Kettle Whistle.
El álbum se publicó el 15 de mayo de 1987 en vinilo y el 20 de septiembre de 1988 en formato CD.

## Lista de canciones
- «Trip Away» - 3:34
- «Whores» - 4:04
- «Pigs in Zen» - 4:54
- «1%» - 3:31
- «I Would for You» - 3:52
- «My Time» - 3:32
- «Jane Says» - 4:20
- «Rock & Roll» - 4:03 (Lou Reed)
- «Sympathy» - 5:25 (Keith Richards, Mick Jagger)
- «Chip Away» - 2:43

## Personal
Jane's Addiction
- Perry Farrell – voz
- Dave Navarro – guitarra
- Eric Avery – bajo
- Stephen Perkins – batería

Producción
- Mark Linett – producción
- Patrick von Wiegandt – sonido
- Eddy Schreyer – sonido

Diseño
- Karyn Cantor – fotografía[3]
- Perry Farrell – diseño artístico